# Magha
Magha – jeden z miesięcy cyklu rocznego w kalendarzach stosowanych w Indiach.

## Tradycja hinduistyczna
Mitologia indyjska podaje dla każdego miesiąca bóstwa hinduistyczne patronujące danej części roku. Bóstwami tego typu są bóstwa solarne (jeden z dwunastu aditjów), mędrcy (ryszi) oraz istoty towarzyszące rydwanowi boga Surii w konkretnym miesiącu.
Temu miesiącowi przypisani zostali:
1. aditja: Twasztar
2. ryszi: Dźamadagni[1].

## Indyjski kalendarz narodowy
Rząd Indii utworzył Calendar Reform Committee w 1952 roku. Komitet opracował jednolity kalendarz dla całych niepodległych Indii, obowiązujący od 1 ćajtra, 1879 ery Saka, czyli 22 marca 1957. Magha jest jedenastym miesiącem w tym kalendarzu.